# آنابرغ-بوخهولتس
آنابرغ بوخ هولتس (بالألمانية: Annaberg-Buchholz) هي بلدة ألمانية وGrosse Kreisstadt تقع في ألمانيا في ساكسونيا. يقدر عدد سكانها بـ 22,808 نسمة .

## المدن التوأمة
مدينة فايدن إن در أوبربفالز هي مدينة توأمة لـآنابرغ بوخ هولتس.

## أعلام
- أنكه فشنيفسكي
- ايفون غراهام
- غوتفريد أرنولد
- ماتياس هيرغيرت
- فيولا باور
- آدم رييس